# Bbno$
Alexander Leon Gumuchian (sinh ngày 30 tháng 6 năm 1995), thường được biết đến với nghệ danh bbno$ (phát âm là "baby no money"), là một rapper và nhạc sĩ người Canada. Anh ấy được biết đến nhiều nhất vào năm 2019 với bài hát "Lalala" hợp tác cùng nhà sản xuất Y2K, đã đạt hơn 900 triệu lượt nghe trên dịch vụ phát nhạc trực tuyến Spotify.

## Đầu đời
Gumuchian sinh ra ở Vancouver, British Columbia, trong một gia đình người Armenia. Anh ấy đã được dạy học tại nhà trước khi bắt đầu vào học trung học. Khi lớn lên, mẹ anh đã khuyến khích anh học piano, nhưng anh luôn gặp khó khăn với lý thuyết âm nhạc.

## Sự nghiệp

### 2014–2016: Broke Boy Gang và SoundCloud
Gumuchian bắt đầu hoạt động với âm nhạc sau khi gặp chấn thương ở lưng khiến anh không thể theo đuổi ước mơ trở thành vận động viên bơi lội chuyên nghiệp. Anh bắt đầu chú ý đến dòng nhạc rap và sản xuất âm nhạc vào năm 2014 khi anh đã bắt đầu thử sản xuất nhạc trên GarageBand với một nhóm bạn. Gumuchian bắt đầu chỉ đơn giản là làm nhạc để giải trí với nhóm bạn (sau này họ tạo nên nhóm Broke Boy Gang). Sau năm hoặc sáu tháng biểu diễn trực tiếp với tư cách nhóm và phát hành nhiều bài hát trực tuyến, nhóm đã tan rã. Anh bắt đầu đăng tải các bản nhạc của mình trên SoundCloud vào tháng 9 năm 2016 với biệt danh "bbnomula", sau đó anh nhanh chóng thu hút được hàng triệu lượt nghe và người theo dõi. Anh ấy đã trở nên nổi tiếng ở Trung Quốc, nơi anh ấy đã bán hết vé trong vài chuyến lưu diễn rầm rộ "liên tiếp" đầu tiên của mình. Anh ấy đã nhận được sự chú ý lớn như này ở nước ngoài là nhờ nhóm nhạc Trung Quốc TFBoys, sau khi một trong những thành viên, Jackson Yee, nhảy bài hát "Yoyo Tokyo" tại bữa tiệc sinh nhật của chính anh ấy.

### 2017–nay
Năm 2017, bbno$ phát hành EP đầu tiên của mình, Baby Gravy, hợp tác với rapper Yung Gravy, ngay trước khi phát hành album phòng thu đầu tay, Bb Steps và EP hợp tác thứ hai, Anything, với So Loki vào năm 2018.
Cuối năm 2019, bbno$ tiếp tục phát hành một album khác, I Don't Care at All. Album bao gồm nhiều đĩa đơn được phát hành trước đó như "Slop", "Pouch" và "Shining on My Ex", đĩa đơn sau có sự góp mặt của rapper Yung Gravy. Toàn bộ album được sản xuất bởi nhà sản xuất Y2K.
Vào ngày 14 tháng 2 năm 2020, Baby Gravy 2 được phát hành cùng sự hợp tác với Yung Gravy. Album này đóng vai trò là phần tiếp theo của EP Baby Gravy 2017.
Vào ngày 29 tháng 1 năm 2021, "Help Herself" được phát hành. Bài hát do Diamond Pistols sản xuất, là đĩa đơn đầu tiên trong dự án mới của bbno$.
Cuối năm đó, vào ngày 14 tháng 5 năm 2021, EP gồm 5 bài hát mang tên My Oh My đã được phát hành. Ba trong số năm bài hát, "Help Herself", "Bad to the Bone" và "Help Herself" (với Benee) đã được phát hành dưới dạng đĩa đơn trước khi phát hành EP.
Vào ngày 24 tháng 7 năm 2021, "edamame" có sự góp mặt của Rich Brian được phát hành. Bài hát này là đĩa đơn đầu tiên từ mixtape Eat Ya Veggies của bbno$.
Ngay sau khi phát hành "edamame", bbno$ đã bắt đầu giới thiệu một album mới trên Twitter. Sau đó, bbno$ phát hành đĩa đơn thứ hai từ dự án, mang tên "I Remember", vào ngày 22 tháng 9 năm 2021.
Vào ngày 8 tháng 10 năm 2021, bbno$ phát hành Eat Ya Veggies . Bài hát thứ sáu trong album, "u mad!", được đưa vào bản cập nhật ngày 7 tháng 10 năm 2021 của tựa game Counter-Strike: Global Offensive.
Anh phát hành đĩa đơn mới đầu tiên của năm 2022 vào ngày 8 tháng 4, mang tên "Mathematics". Bài hát được biểu diễn vào tháng 3 năm 2022 tại các buổi biểu diễn ở Châu Âu của anh ấy, và video âm nhạc cho bài hát đã được công chiếu trong trận đấu khúc côn cầu Vancouver Canucks vào ngày 4 tháng 4.
"Piccolo" cũng được biểu diễn lần đầu tiên vào tháng 3 năm 2022 tại Châu Âu và vào tháng 5 năm 2022 trong chuyến lưu diễn ở Canada. Bài hát còn được gọi là "Dragon Ball Z" do lời bài hát trong đoạn điệp khúc có nhắc đến tựa truyện này. Bài hát đã được đăng tải trên tài khoản TikTok của bbno$ vào ngày 18 tháng 5, hai ngày trước khi được phát hành.
Đĩa đơn "Pogo" của anh được phát hành vào ngày 24 tháng 6 năm 2022 và được sản xuất bởi Diplo. Nhiều đoạn khác nhau đã được giới thiệu trên mạng xã hội và tên bài hát đã được xác nhận trong buổi phát trực tiếp trên Twitch vào tháng 4.
Bag or Die, album phòng thu gần đây nhất của bbno$, được phát hành vào ngày 21 tháng 10 năm 2022. Nó bao gồm các đĩa đơn "Mathematics, "Piccolo" và "Sophisticated", cùng với sự hợp tác với Yung Gravy, "touch Grass".
Ngày 28/02/2024, anh ra mắt MV "pho real" hợp tác với 2 rapper Việt Nam là Low G cùng với Anh Phan.

## Phong cách âm nhạc
bbno$ đã mô tả âm nhạc của chính mình là "bản rap oxymoronic", "ngu ngốc nhưng du dương". bbno$ lớn lên với nhạc dubstep  và nhạc house của những cái tên như Datsik và Excision, trước khi nghe các nghệ sĩ hip hop, cụ thể là Tupac Shakur, Gucci Mane và Chief Keef. Anh ấy coi Yung Lean và Pouya là nguồn cảm hứng chính của anh ấy với tư cách là một rapper.

## Đời sống cá nhân
bbno$ sống ở Vancouver nhưng trước đây anh đã sống ở Kelowna, nơi anh nhận được bằng về vận động học tại Đại học British Columbia Okanagan vào năm 2019.

## Đĩa nhạc

### Album phòng thu
| BB Steps                                                                              | - Phát hành: 12 tháng 7 năm 2018 - Hãng đĩa: Tự phát hành - Định dạng: Tải xuống kỹ thuật số, phát trực tuyến                 | —  | —  | —  | —  | —   |
| Recess                                                                                | - Phát hành: 25 tháng 1 năm 2019 - Hãng đĩa: Tự phát hành - Định dạng: Tải xuống kỹ thuật số, phát trực tuyến                 | —  | —  | —  | —  | —   |
| I Don't Care at All                                                                   | - Phát hành: 7 tháng 11 năm 2019 - Hãng đĩa: Tự phát hành - Định dạng: Tải xuống kỹ thuật số, phát trực tuyến                 | 88 | —  | —  | —  | —   |
| Baby Gravy 2 (với Yung Gravy)                                                         | - Phát hành: 14 tháng 2 năm 2020 - Hãng đĩa: Tự phát hành - Định dạng: LP, Tải xuống kỹ thuật số, phát trực tuyến             | —  | —  | —  | —  | 188 |
| Good Luck Have Fun                                                                    | - Đã phát hành: ngày 9 tháng 10 năm 2020 - Hãng đĩa: Tự phát hành - Định dạng: CD, LP, tải xuống kỹ thuật số, phát trực tuyến | —  | —  | —  | —  | —   |
| Eat Ya Veggies                                                                        | - Phát hành: 8 tháng 10 năm 2021 - Hãng đĩa: Tự phát hành - Định dạng: CD, LP, tải xuống kỹ thuật số, phát trực tuyến         | 36 | 19 | 17 | 32 | —   |
| Bag or Die                                                                            | - Phát hành: 21 tháng 10 năm 2022 - Hãng đĩa: Tự phát hành - Định dạng: Tải xuống kỹ thuật số, phát trực tuyến                | —  | —  | 83 | —  | —   |
| "—" biểu thị các bản phát hành không lọt vào bảng xếp hạng hoặc không được phát hành. | |    |    |    |    |     |

### Đĩa đơn mở rộng
| Tiêu đề                | Chi tiết                                                                                              |
| ---------------------- | --- |
| Baby Gravy             | - Phát hành: 2017 - Hãng đĩa: Tự phát hành - Các định dạng: Tải xuống kỹ thuật số, phát trực tuyến    |
| Whatever (với So Loki) | - Đã phát hành: 2018 - Hãng đĩa: Tự phát hành - Các định dạng: Tải xuống kỹ thuật số, phát trực tuyến |
| Babydrip               | - Đã phát hành: 2018 - Hãng đĩa: Tự phát hành - Các định dạng: Tải xuống kỹ thuật số, phát trực tuyến |
| My Oh My               | - Phát hành: 2021 - Hãng đĩa: Tự phát hành - Các định dạng: Tải xuống kỹ thuật số, phát trực tuyến    |

### Đĩa đơn
| Title                                                             | Year | Peak chart positions | Peak chart positions | Peak chart positions | Peak chart positions | Peak chart positions | Peak chart positions | Peak chart positions | Peak chart positions | Peak chart positions         | Peak chart positions | Certifications                                                                         | Album                                |
| Title                                                             | Year | CAN                  | AUS                  | FIN                  | NOR                  | NZ                   | SWE                  | UK                   | US                   | US<br id="mwAcY"><br>R&amp;B | WW                   | Certifications                                                                         | Album                                |
| ----------------------------------------------------------------- | ---- | -------------------- | -------------------- | -------------------- | -------------------- | -------------------- | -------------------- | -------------------- | -------------------- | ---------------------------- | -------------------- | -------------------------------------------------------------------------------------- | ------------------------------------ |
| "Money Conversation" (with Y2K)                                   | 2018 | —                    | —                    | —                    | —                    | —                    | —                    | —                    | —                    | —                            | —                    |                                                                                        | Non-album single                     |
| "Thankful" (with Y2K and Lewis Grant)                             | 2018 | —                    | —                    | —                    | —                    | —                    | —                    | —                    | —                    | —                            | —                    |                                                                                        | Recess                               |
| "Pouch" (with Y2K)                                                | 2019 | —                    | —                    | —                    | —                    | —                    | —                    | —                    | —                    | —                            | —                    |                                                                                        | I Don't Care At All                  |
| "Cheesy" (with Warhol.SS and Dilip)                               | 2019 | —                    | —                    | —                    | —                    | —                    | —                    | —                    | —                    | —                            | —                    |                                                                                        | Non-album singles                    |
| "Lalala" (with Y2K or with Carly Rae Jepsen and Enrique Iglesias) | 2019 | 10                   | 16                   | 16                   | 23                   | 16                   | 58                   | 32                   | 55                   | 22                           | —                    | - MC: 5× Platinum - ARIA: 2× Platinum - BPI: Gold - RIAA: 3× Platinum - RMNZ: Platinum | Non-album singles                    |
| "Bad Boy" (with Yung Bae and Billy Marchiafava)                   | 2019 | 84                   | —                    | —                    | —                    | —                    | —                    | —                    | —                    | —                            | —                    |                                                                                        | Bae 5                                |
| "Slop"                                                            | 2019 | —                    | —                    | —                    | —                    | —                    | —                    | —                    | —                    | —                            | —                    |                                                                                        | I Don't Care at All                  |
| "Shining on My Ex" (with Yung Gravy)                              | 2019 | —                    | —                    | —                    | —                    | —                    | —                    | —                    | —                    | —                            | —                    |                                                                                        | I Don't Care at All and Baby Gravy 2 |
| "Iunno" (with Yung Gravy)                                         | 2019 | —                    | —                    | —                    | —                    | —                    | —                    | —                    | —                    | —                            | —                    |                                                                                        | Baby Gravy 2                         |
| "Welcome to Chilis" (with Yung Gravy)                             | 2020 | —                    | —                    | —                    | —                    | —                    | —                    | —                    | —                    | —                            | —                    |                                                                                        | Baby Gravy 2                         |
| "Off the Goop" (with Yung Gravy and Cuco)                         | 2020 | —                    | —                    | —                    | —                    | —                    | —                    | —                    | —                    | —                            | —                    |                                                                                        | Baby Gravy 2                         |
| "Out of Control" (with ceo@business.net and Lentra)               | 2020 | —                    | —                    | —                    | —                    | —                    | —                    | —                    | —                    | —                            | —                    |                                                                                        | Incentivize Unpaid Overtime          |
| "Mememe" (with Lentra)                                            | 2020 | —                    | —                    | —                    | —                    | —                    | —                    | —                    | —                    | —                            | —                    |                                                                                        | Good Luck Have Fun                   |
| "Quarantine Freestyle" (with Lentra)                              | 2020 | —                    | —                    | —                    | —                    | —                    | —                    | —                    | —                    | —                            | —                    |                                                                                        | Non-album singles                    |
| "What Would Baby Do?" (with Lentra)                               | 2020 | —                    | —                    | —                    | —                    | —                    | —                    | —                    | —                    | —                            | —                    |                                                                                        | Non-album singles                    |
| "Bad Boy" (with Yung Bae and Max)                                 | 2020 | —                    | —                    | —                    | —                    | —                    | —                    | —                    | —                    | —                            | —                    |                                                                                        | Non-album singles                    |
| "Astrology" (with Lentra)                                         | 2020 | —                    | —                    | —                    | —                    | —                    | —                    | —                    | —                    | —                            | —                    |                                                                                        | Good Luck Have Fun                   |
| "Jack Money Bean" (with Yung Gravy and Lentra)                    | 2020 | —                    | —                    | —                    | —                    | —                    | —                    | —                    | —                    | —                            | —                    |                                                                                        | Good Luck Have Fun and Gasanova      |
| "Imma" (with Lentra)                                              | 2020 | —                    | —                    | —                    | —                    | —                    | —                    | —                    | —                    | —                            | —                    |                                                                                        | Good Luck Have Fun                   |
| "Backwards" (with Lentra)                                         | 2020 | —                    | —                    | —                    | —                    | —                    | —                    | —                    | —                    | —                            | —                    |                                                                                        | Good Luck Have Fun                   |
| "WaWaWa" (with Y2K)                                               | 2020 | —                    | —                    | —                    | —                    | —                    | —                    | —                    | —                    | —                            | —                    |                                                                                        | Non-album single                     |
| "Help Herself" (with Diamond Pistols)                             | 2021 | —                    | —                    | —                    | —                    | —                    | —                    | —                    | —                    | —                            | —                    |                                                                                        | My Oh My                             |
| "Bad to the Bone" (with Lentra)                                   | 2021 | —                    | —                    | —                    | —                    | —                    | —                    | —                    | —                    | —                            | —                    |                                                                                        | My Oh My                             |
| "Wussup" (with Yung Gravy)                                        | 2021 | —                    | —                    | —                    | —                    | —                    | —                    | —                    | —                    | —                            | —                    |                                                                                        | Eat Ya Veggies                       |
| "Edamame" (featuring Rich Brian)                                  | 2021 | 13                   | 23                   | 8                    | 24                   | 21                   | —                    | 89                   | —                    | —                            | 165                  | - MC: Platinum - BPI: Silver - RIAA: Gold                                              | Eat Ya Veggies                       |
| "Take a Trip" (with ceo@business.net and Jungle Bobby)            | 2021 | —                    | —                    | —                    | —                    | —                    | —                    | —                    | —                    | —                            | —                    |                                                                                        | Đĩa đơn không nằm trong album        |
| "Yoga" (featuring Rebecca Black)                                  | 2021 | —                    | —                    | —                    | —                    | —                    | —                    | —                    | —                    | —                            | —                    |                                                                                        | Eat Ya Veggies                       |
| "Mathematics"                                                     | 2022 | —                    | —                    | —                    | —                    | —                    | —                    | —                    | —                    | —                            | —                    |                                                                                        | Bag or Die                           |
| "Piccolo"                                                         | 2022 | —                    | —                    | —                    | —                    | —                    | —                    | —                    | —                    | —                            | —                    |                                                                                        | Bag or Die                           |
| "Sophisticated"                                                   | 2022 | —                    | —                    | —                    | —                    | —                    | —                    | —                    | —                    | —                            | —                    |                                                                                        | Bag or Die                           |
| "C'est la Vie" (with Yung Gravy and Rich Brian)                   | 2022 | —                    | —                    | —                    | —                    | —                    | —                    | —                    | —                    | —                            | —                    |                                                                                        | Marvelous                            |
| "Touch Grass" (with Yung Gravy)                                   | 2022 | —                    | —                    | —                    | —                    | —                    | —                    | —                    | —                    | —                            | —                    |                                                                                        | Bag or Die                           |
| "Still"                                                           | 2023 | —                    | —                    | —                    | —                    | —                    | —                    | —                    | —                    | —                            | —                    |                                                                                        | Đĩa đơn không nằm trong album        |
| "Goodness Gracious" (with Yung Gravy)                             | 2023 | —                    | —                    | —                    | —                    | —                    | —                    | —                    | —                    | —                            | —                    |                                                                                        | Baby Gravy 3                         |
| "—" denotes releases that did not chart or were not released.     |      |                      |                      |                      |                      |                      |                      |                      |                      |                              |                      |                                                                                        |                                      |

## Giải thưởng và đề cử
| Year | Award      | Category                        | Result | Ref.   |
| ---- | ---------- | ------------------------------- | ------ | ------ |
| 2020 | Juno Award | Fan Choice Award                | Đề cử  | [ 89 ] |
| 2020 | Juno Award | Breakthrough Artist of the Year | Đề cử  | [ 89 ] |

## Lưu ý
1. ↑  "Slop" did not enter the NZ Top 40 Singles Chart, but peaked at number 40 on the NZ Hot Singles Chart.[58]
2. ↑  "Shining on My Ex" did not enter the NZ Top 40 Singles Chart, but peaked at number 25 on the NZ Hot Singles Chart.[60]
3. ↑  "Iunno" did not enter the NZ Top 40 Singles Chart, but peaked at number 22 on the NZ Hot Singles Chart.[62]
4. ↑  "Welcome to Chilis" did not enter the NZ Top 40 Singles Chart, but peaked at number 40 on the NZ Hot Singles Chart.[63]
5. ↑  "Help Herself" did not enter the NZ Top 40 Singles Chart, but peaked at number 13 on the NZ Hot Singles Chart.[76]
6. ↑  "Edamame" did not enter the Billboard Hot 100, but peaked at number 22 on the Bubbling Under Hot 100 chart.[81]
7. ↑  "Yoga" did not enter the NZ Top 40 Singles Chart, but peaked at number forty on the NZ Hot Singles Chart.[84]
8. ↑  "Mathematics" did not enter the NZ Top 40 Singles Chart, but peaked at number 29 on the NZ Hot Singles Chart.[85]
9. ↑  "Piccolo" did not enter the NZ Top 40 Singles Chart, but peaked at number 26 on the NZ Hot Singles Chart.[86]
10. ↑  "Touch Grass" did not enter the NZ Top 40 Singles Chart, but peaked at number 28 on the NZ Hot Singles Chart.[87]
11. ↑  "Goodness Gracious" did not enter the NZ Top 40 Singles Chart, but peaked at number 36 on the NZ Hot Singles Chart.[88]